# David Shore
David Shore (n. 3 iulie 1959, London, Ontario, Canada) este un scenarist de televiziune canadian. Shore a lucrat la Family Law, NYPD Blue și Due South, producând multe episoade din acesta din urmă. A creat serialul apreciat de critici House și, mai recent, Battle Creek și The Good Doctor.